# Effelder

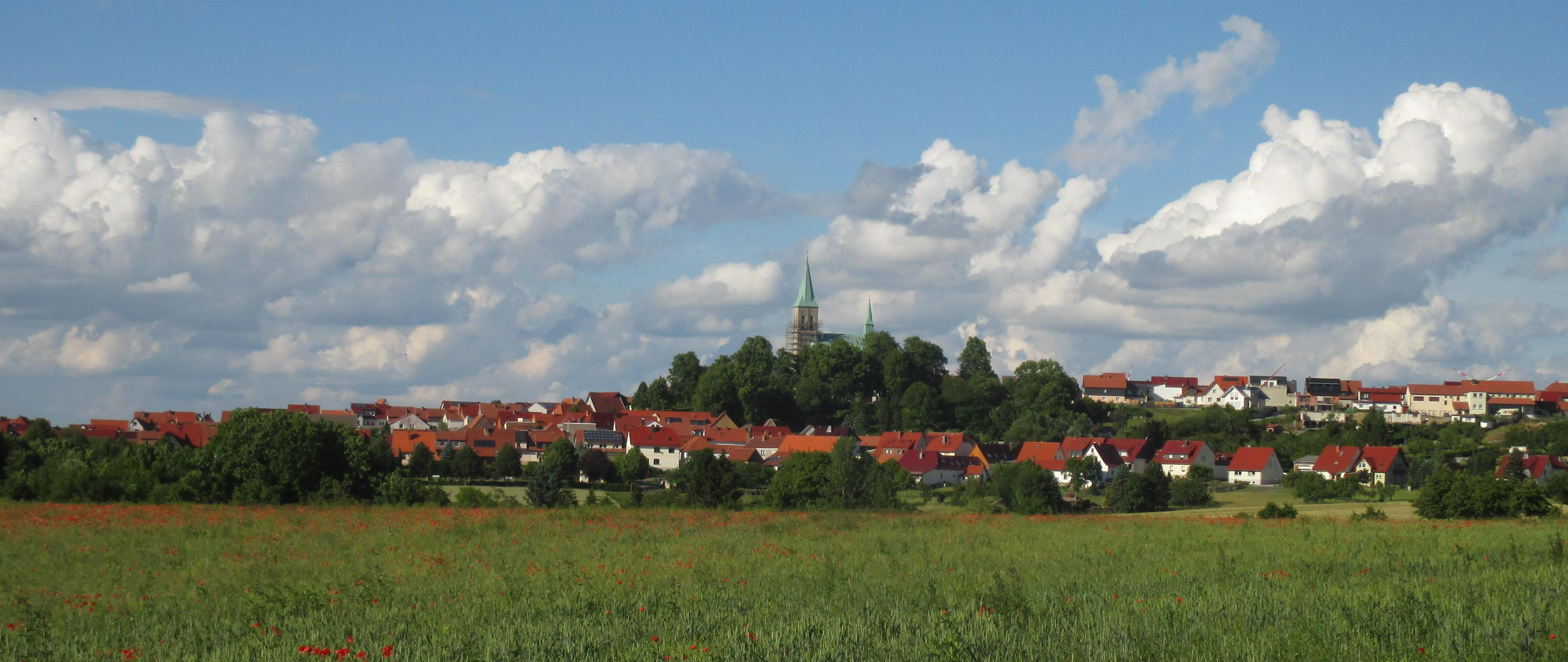
Effelder im Sommer 2016 von Südwesten aus gesehen

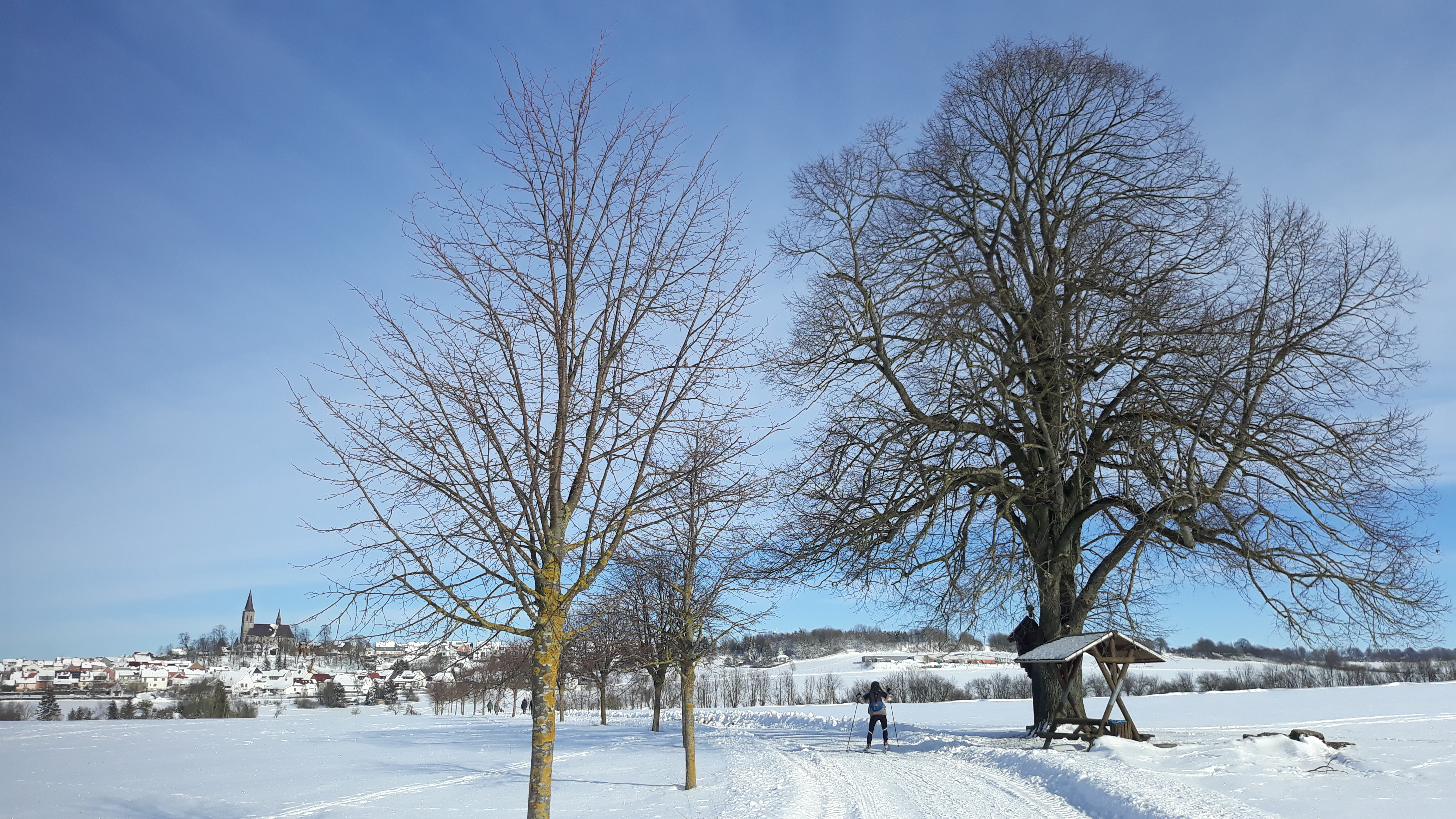
Schneereicher Winter 2021 bei Effelder

Effelder ist eine Gemeinde im thüringischen Landkreis Eichsfeld. Sie gehört zur Verwaltungsgemeinschaft Westerwald-Obereichsfeld.

## Geographie

### Lage
Effelder liegt auf der Obereichsfelder Höhe, einer Muschelkalkplatte im Obereichsfeld südlich des Höhenzugs Westerwald im Naturpark Eichsfeld-Hainich-Werratal. Der niedrigste Punkt des Ortes liegt mit etwa 307 m NN im Luttergrund westlich der Klostermühle, der höchste Punkt ist die etwa 2 km westlich der Ortsmitte gelegene Kuppe des Rain mit 516,7 m NN. Weitere Bergkuppen im Bereich Ortsmarkung von Effelder sind der 464,7 m hohe Uhlenstein, der 443,7 m hohe Große Iberg und der 416,0 m hohe Mühlberg. Alle drei Kuppen liegen westlich des Ortes.

### Klima
Als Jahresmitteltemperatur für Effelder kann jene für die Obereichsfelder Höhe im Bereich von 6,5 bis 7 °C angegeben werden. Die von 1969 bis 2000 in Effelder bestehende Niederschlagsmessstation verzeichnet für den genannten Zeitraum eine mittlere Jahresniederschlagssumme von 780 mm. Nebel herrschte an durchschnittlich 52 Tagen. Kalte, schneereiche Winter sind aus der Vergangenheit belegt.

### Geologie
Der oberflächennahe geologische Untergrund von Effelder wird fast vollständig von den Gesteinen des unteren, mittleren und oberen Muschelkalks gebildet. Der untere Muschelkalk oder Wellenkalk bildet am Westrand der Ortsmarkung eine etwa 100 bis 150 m hohe Geländestufe. Ihr folgt im Bereich des mittleren Muschelkalkes, der in der Ortsmitte ansteht eine weitere, nur etwa 30 m hohe Stufe, die auf die von den dickbankigen Kalken des oberen Muschelkalks gebildete Hochfläche des Rain hinauf führt. Beide Stufen sind durch die Einschnitte des Rottenbachtales und des Luttergrundes im Westen und des Hübentals im Norden deutlich eingebuchtet. Von Süden greift das Blankental in die Hochfläche ein. Während unterer und oberer Muschelkalk von unterschiedlich mächtigen, durch ihre vertikale Klüftung wasserdurchlässigen Kalksteinschichten aufgebaut werden, besteht der mittlere Muschelkalk aus Wasser stauenden Tonen und Kalkmergeln.

### Gewässer
Im Dorf entspringt an der Borngasse aus einer seit 1976 in Stein gefassten, hinter einer verschlossenen Tür verborgenen Quelle der Kellerborn, ein südlicher Zufluss der Lutter. Mit dem Rottenbach befindet sich südwestlich der Ortslage ein weiterer, linksseitiger Nebenbach der Lutter. Er beginnt mit einem Graben bereits am Südrand von Effelder und verläuft südlich des Iberges in einem schluchtartigen Kerbtal. Der Oberlauf liegt häufig trocken. Weitere, meist trockene Bäche sind im Norden und Nordosten Effelders der Grund und der Siebengärtengraben.

### Fauna
Effelder liegt in der Zugbahn der Kraniche. Alljährlich ziehen Tausende Kraniche, meist im Oktober und November, direkt über den Ort, die angrenzende Feldflur und den Westerwald.

## Geschichte

### Mittelalter bis 1900
Effelder wurde 1215 als Effeldere (von althochdeutsch affoltra ‚Apfelbaum‘) erstmals in einer Urkunde, ausgestellt von Papst Innozenz III., erwähnt, der das Kloster Zella in seinem Schutz nahm und ihm Besitzungen und Rechte, unter anderem in Effelder, bestätigte, wobei das Benediktinerinnenkloster damals 40 Hufen, die Lutter- und die Klostermühle sowie die Kirche besaß und damit das Patronatsrecht über Effelder ausübte. Besitzer des Dorfes waren zu dieser Zeit die Grafen von Gleichenstein. Im Jahre 1280 wurde Effelder von den Grafen für zwölf Mark Silber an das Kloster auf Wiederkauf bis auf die Blutgerichtsbarkeit verkauft, das bis zur Säkularisation 1810 die Ortsherrschaft innehatte. Die Halsgerichtsbarkeit fiel 1294 an das Kurfürstentum Mainz, da in diesem Jahr der Mainzer Erzbischof Gerhard II. den Eichsfeldgau erwarb und diesen vom Amtsvogt von Gleichenstein verwalten ließ. Während der Neuordnung des Eichsfeldes unter den Franzosen hatte der Bezirk Erfurt 1806 eine Kriegssteuer von 460.000 Talern zu entrichten, von denen allein Effelder 1175 Reichstaler bar und 928 Taler in Form von Naturalabgaben zu zahlen hatte. Das Dorf hatte zu diesem Zeitpunkt knapp 950 Einwohner und war ab dem 1. Dezember 1807 Teil des Königreichs Westphalen, was sich auch darin äußerte, dass der Ort, zusammen mit Lengenfeld unterm Stein, Faulungen, Hildebrandshausen, Küllstedt und Wachstedt dem Kanton Großbartloff im Distrikt Heiligenstadt unterstellt war. Amtsmann des Kantons Großbartloff war bis zum Jahre 1815 Maire Anton Grundmann. In der Gemeinde Effelder endete mit der Übernahme durch die Franzosen 1808 die Zweiteilung der Vorsteher, gewöhnlicherweise mit dem herrschaftlichen Schulzen und dem Klosterschulzen. Die Gemeinde hatte danach nur noch einen Vorsteher ebenfalls mit der Bezeichnung Maire. Der Erste mit diesem Titel war der Klosterschulze Adam Drößler, dem ein Adjunkt und acht Munizipalräte zur Seite standen. Das für die Gemeinden Effelder und Struth zuständige Klostergericht wurde aufgelöst, fortan sollten königliche Gerichte die Rechtsprechung ausüben. Während des Russlandfeldzuges Napoleons befanden sich unter den Soldaten auch einige Effelderer. Nach der Niederlage Napoleons in Russland war Effelder im November 1813 für einige Tage Quartier für etwa 700 bis 800 kaiserlich-russische Soldaten.
Die am 26. Januar 1890 durch Brand (Blitzschlag) zerstörte alte Barock-Kirche wurde 1894 durch einen markanten Neubau, den Eichsfelder Dom ersetzt.
Im Jahre 1876 wurden Brakteaten, das heißt Hohlpfennige aus Silber der Reichsmünzstätte Mühlhausen aus der Zeit um 1215 gefunden (der sogenannte Effelder Fund).
Datenquelle:Mzfr.T.159/6 Effelder Fund Löbb.Nro.722

### 1900 bis heute
Am 27. Dezember 1909 beschloss die Gemeindeversammlung, das Dorf an das örtliche Stromnetz anzuschließen, wofür ein Plan der Trassenführung der Hochspannungsleitungen am 29. Juli 1910 festgelegt wurde. Knapp ein Jahr nach dem Beschluss nahm man die Hochspannungsleitungen, Trafo-Stationen und Hausanlagen in Betrieb, wodurch schließlich am 19. Dezember 1910 der Ort mit elektrischem Licht ausgestattet war. Berechnungen ergaben, dass im Jahr 1912 auf jeden fünften Einwohner eine elektrische Lampe kam. Am 9. November 1911 wurde Effelder an eine öffentliche Wasserleitung angeschlossen, über die Wasser von der Gläsnerquelle bei Großbartloff in einen Hochbehälter auf dem Rain gepumpt wurde und von dort in die Haushalte gelangte.
Effelder wurde am 5. April 1945 von US-amerikanischen Soldaten besetzt, am 6. April von einem Spähtrupp der Wehrmacht zurückerobert und im Zuge der Schlacht bei Struth am 7. April erneut von der US Army eingenommen. Ab Anfang Juli wurde der Ort Teil der SBZ und ab 1949 der DDR.
1966 erfolgte die Ausgemeindung der Ortsteile Annaberg und Kloster Zella.
Zu Zeiten der DDR schenkten die Bewohner Effelders den Transparenten, Plakaten, Schriften und Reden wenig Beachtung, welche die Vorteile des Sozialismus gegenüber dem Kapitalismus priesen. Dies belegt ein Bericht einer Abordnung von SED-Bezirksparteischülern aus dem Jahre 1961, der zu dem Ergebnis kam, „ein Teil der Bewohner Effelders ist von der Sieghaftigkeit des Sozialismus noch nicht überzeugt. Man glaubt nicht daran, dass es uns gelingen wird, Westdeutschland in absehbarer Zeit in ökonomischer Hinsicht einzuholen, da die BRD uns in der Organisation der Produktion und der maschinellen Ausrüstung der Werke weit voraus ist“. Etwa zur selben Zeit wurde die Umgestaltung der Landwirtschaft im Kreis Worbis abgeschlossen und in Effelder die LPG Kellerborn gegründet, in der 1989 noch 36 Beschäftigte tätig waren. Durch Baumaßnahmen wurden trotz wirtschaftlicher und finanzieller Engpässe Schule, Turnhalle, Feuerwehrhaus, Leichenhalle, Sportplatz, die Pflasterung mehrerer Straßen und die Kanalisation verwirklicht. Oftmals geschahen die Maßnahmen mit Hilfe des NAW.

### Wappen
Die Neuschöpfung des Ortswappens datiert auf das Jahr 1993 und beinhaltet ein Siegelmotiv, welches wiederum auf das Jahr 1951 zurückreicht. Zentrales Motiv des Wappens ist die Kirche St. Albanus, die als Wahrzeichen der Höhengemeinde gilt. Das silberne Sechsspeichenrad zeichnet die jahrhundertelange Zugehörigkeit Effelders zu Kurmainz nach, während der Apfel auf den Ortsnamen verweist. Er lässt sich etymologisch aus dem althochdeutschen apaldar (Apfelbaum) herleiten.
Blasonierung: „In einem roten Schild mit einem 16fach gestückten silbernen Bord eine goldene eintürmige Kirche, beseitet oben rechts von einem silbernen Apfel und oben links von einem  silbernen sechsspeichigen Rad (Mainzer Rad).“

### Einwohnerentwicklung
Entwicklung der Einwohnerzahl (31. Dezember):
| - 1994: 1510 - 1995: 1510 - 1996: 1489 - 1997: 1489 - 1998: 1476 - 1999: 1461 | - 2000: 1459 - 2001: 1444 - 2002: 1414 - 2003: 1387 - 2004: 1390 - 2005: 1360 | - 2006: 1355 - 2007: 1345 - 2008: 1342 - 2009: 1333 - 2010: 1321 - 2011: 1270 | - 2012: 1245 - 2013: 1233 - 2014: 1214 - 2015: 1216 - 2016: 1212 - 2017: 1198 | - 2018: 1202 - 2019: 1189 - 2020: 1189 - 2021: 1184 - 2022: 1201 |

Datenquelle: Thüringer Landesamt für Statistik

## Politik

### Gemeinderat
Der Gemeinderat von Effelder setzt sich aus zwölf Gemeinderatsmitgliedern zusammen. Bei der Gemeinderatswahl am 26. Mai 2024 wurden zwei Frauen und zehn Männer gewählt, die alle der CDU angehören.

### Bürgermeister
Der ehrenamtliche Bürgermeister Hans-Werner Lange wurde am 6. Juni 2010 wiedergewählt. Zuletzt wurde er am 22. Juni 2022 mit 92,3 Prozent der gültigen Stimmen bei einer Wahlbeteiligung von 53,9 Prozent erneut im Amt bestätigt.

## Verkehr

### Straßenverkehr
Verkehrsmäßig ist der Ort nur über die Kreisstraße 503/225 zwischen Struth und Großbartloff erreichbar. Dort verkehren die Buslinien 7 und 37 der EW Bus GmbH.

### Haltepunkt Effelder
Nachdem die Bahnstrecke Leinefelde–Treysa 1880 im Luttertal nördlich von Effelder eröffnet worden war, erhielt der Ort im Jahr 1905 einen eigenen Haltepunkt. Er befand sich in einem Einschnitt zwischen den beiden Mühlbergtunneln beim Kilometer 23,85 auf einer Höhe von etwa 250 m. An Gebäuden gab es nur ein einfaches einstöckiges Empfangsgebäude, einen Kohlenschuppen und ein Abort. Der Zugang vom Dorf zum Haltepunkt führte über einen schlecht befestigten Weg mit steileren Streckenabschnitten. Dieser Weg kreuzte am Haltepunkt die Bahnstrecke über einen beschrankten Bahnübergang in Richtung Luttergrund. Diese Schrankenanlage war aber zeitweise geschlossen und wurde deshalb in den 1970er Jahren abgebaut und in einen unbeschrankten Bahnübergang umgewandelt. 1990 kam es zu einem Brand am Haltepunkt Effelder. Die Fahrkartenausgabe wurde im Februar 1991 geschlossen und die Bahnstrecke im Dezember 1992 in diesem Bereich komplett stillgelegt. Überlegungen am Anfang des 20. Jahrhunderts zum Bau eines gemeinsamen Bahnhofes für Effelder und Großbartloff im Bereich des Rottenbachtales wurden nicht weiter ausgeführt, ebenso Planungen etwa 1970 für einen separaten Güterbahnhof an gleicher Stelle. Heute findet man von der ehemaligen Haltestelle kaum noch Spuren, die Bahnstrecke wird aber noch als Draisinenbahn und Kanonenbahn-Radweg genutzt.

## Kultur

### Spitzname
Als Zeugnisse eines derben Volkshumors bildeten sich bereits vor Jahrhunderten Besonderheiten des jeweiligen Dorfes charakterisierende Neck- und Spitznamen heraus. Demnach lebten im Ort die Affaller Ramssecke („Effelder Rammsäcke“, von „Ramschen“, „Zusammenraffen“).

### Sehenswürdigkeiten

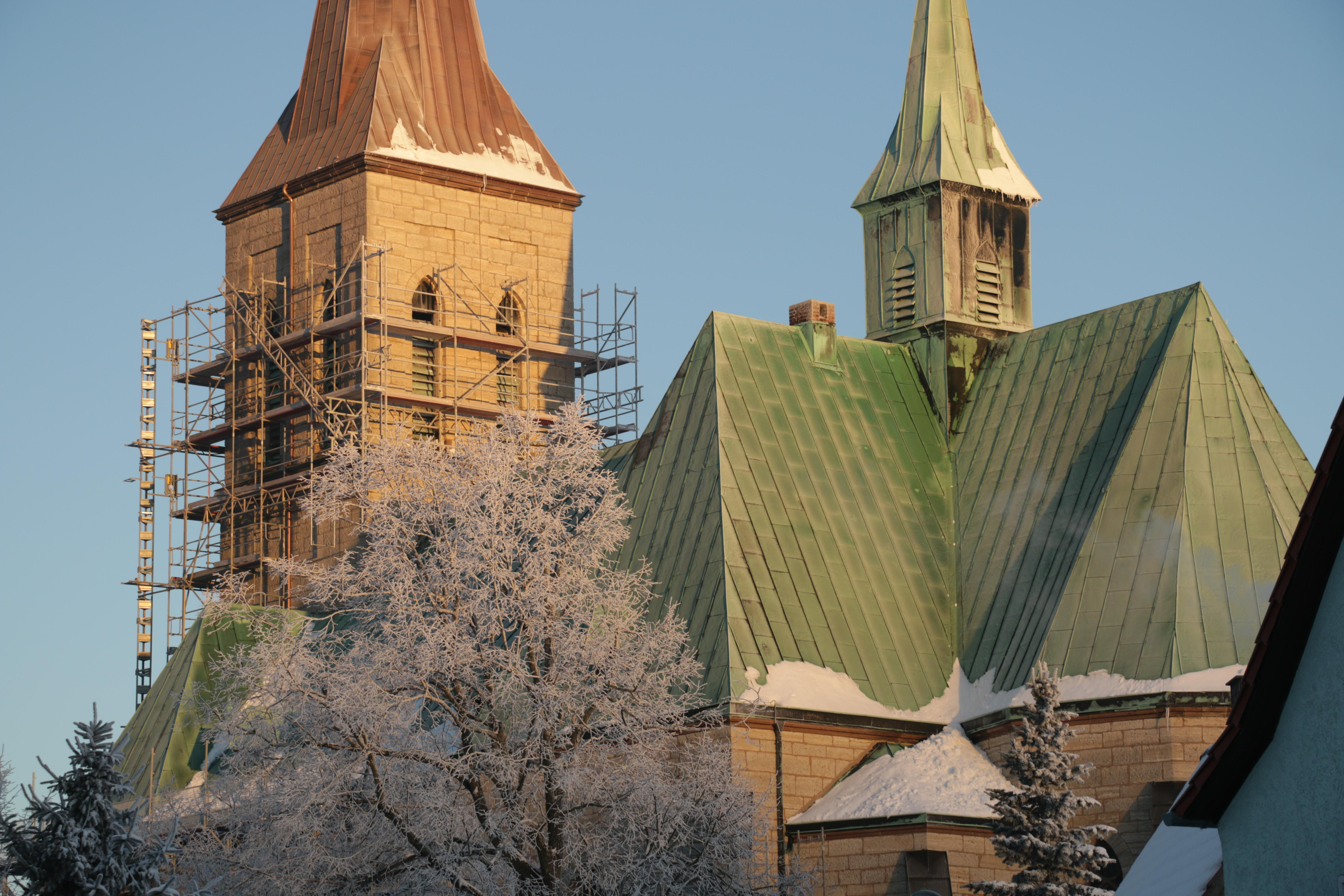
„Eichsfelder Dom“ Sankt Alban, Südseite

- Die 1892 neu erbaute Kirche St. Alban entstand als Gemeinschaftswerk des Dorfes.  Als Baumeister wurde der zum Franziskaner-Kloster Hülfensberg gehörige Bruder Paschalis Gratze beauftragt, der hier sein Meisterwerk schuf. Der 56 Meter hohe Turm ist eine Landmarke und ragt weit über das Umfeld der Gemeinde Effelder heraus. Die dreischiffige neogotische Hallenkirche ist, wie auch der Turm, aus hellem Kalkstein aus heimischen Steinbrüchen aufgebaut. Die hohen, wohlproportionierten Maßwerkfenster aus Sandstein und bemaltem Glas orientieren sich an der traditionellen Bauweise des 14. Jahrhunderts. Im Inneren fallen die im Majolika-Stil vom Münchner Künstler Georg Kemper zwischen 1924 und 1928 geschaffenen Kreuzweg-Darstellungen ins Auge. Die Kirche wird durch ihre Größe und den Gesamteindruck gerne als „Eichsfelder Dom“ bezeichnet.[10]
- Ein weiterer Kreuzweg führt vom Eichsfelder Dom aus durch die Effeldersche Flur zur Sankt-Vitus-Kapelle im Norden.
- Am nordöstlichen Ortsrand liegt das von einer Lindengruppe gesäumte, sogenannte Wetterkreuz. Dorthin findet alljährlich eine Bittprozession statt.

### Münzfunde
Im 19. und 20. Jahrhundert fand man diverse Münzen, die auf das 13. bis 14. und das 17. bis 18. Jahrhundert datiert werden. Die ersten fand man bei Abbrucharbeiten der alten Kirchhofmauer im Jahre 1876, sie befanden sich zwischen zwei freigelegten Menschenskeletten. Von insgesamt 210 Stück hatten die meisten einen Durchmesser von 28 bis 29 Millimeter; die Münzbilder stellten überwiegend Reiter dar. Am 18. Februar 1876 kaufte der Stadtrat von Mühlhausen für 16 Taler die Münzen an. Ein Teil der Münzen befindet sich im Heimatmuseum von Mühlhausen. Der zweite Münzfund wurde 1946 bei Umbauarbeiten in der Luttermühle getätigt, man barg etwa 200 Münzen, deren Prägung in die Zeit zwischen 1670 und 1720 datiert werden. Überlieferungen sprechen davon, dass es sich um die Barschaft eines Bettlers handelte, der nach seiner Aufnahme in die Luttermühle dort sein Geld versteckte. Die Münzen befinden sich in Privatbesitz.

### Vereine

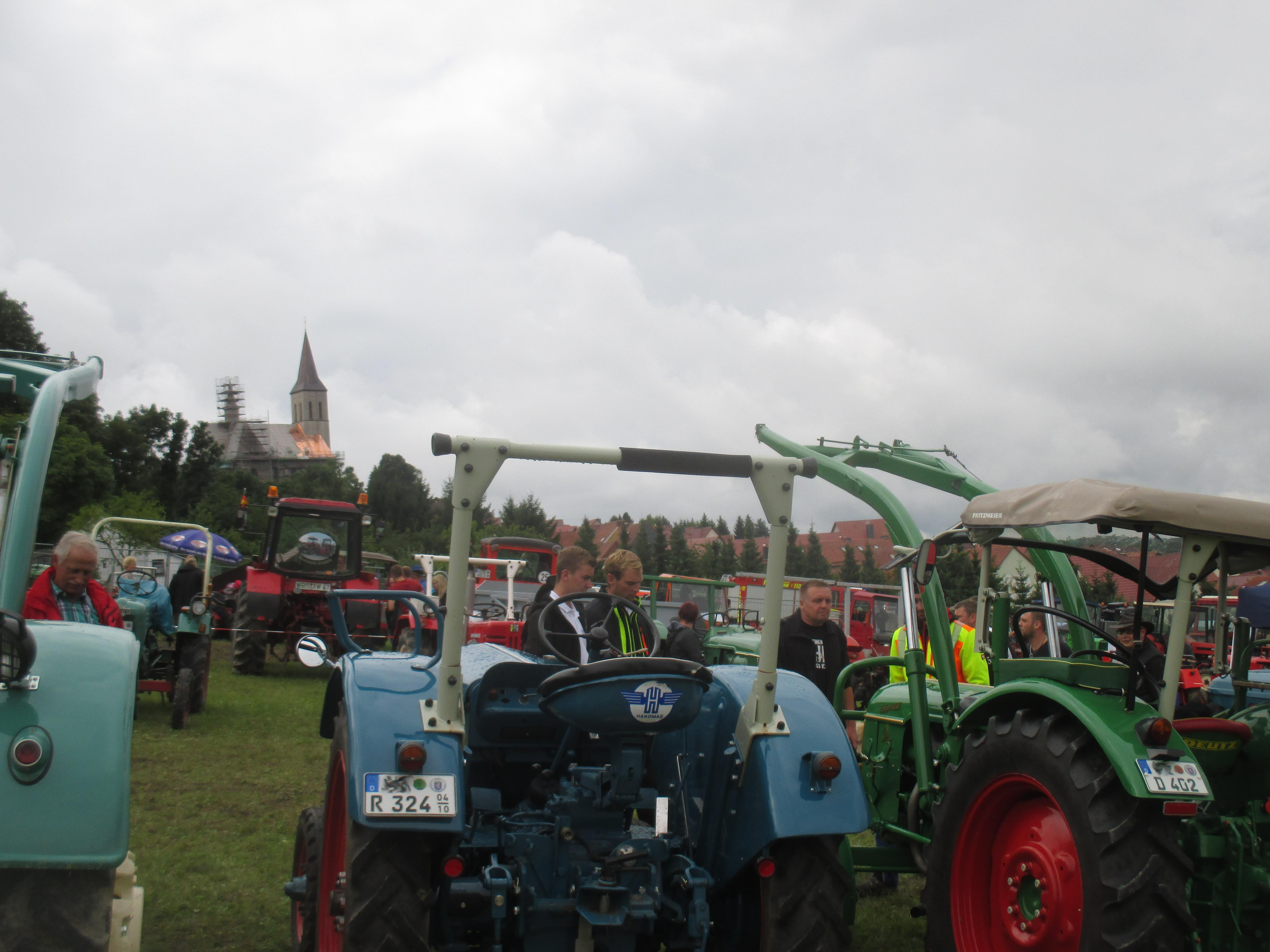
Ausstellung alter Landmaschinen beim Schleppertreffen 2017 in Effelder

Effelder bietet eine Vielfalt an Vereinen. 1874 wurde der Schützenverein St. Hubertus gegründet, 1927 die Freiwillige Feuerwehr Effelder e.V. Jüngeren Datums sind der Oldtimer- und Schlepperverein, der seit 2007 alljährlich im August ein „Schleppertreffen“ veranstaltet, sowie der Sportverein Germania Effelder. 1998 gründete sich der Faschingsverein Effelder.

### Veranstaltungen
- Schleppertreffen im August
- Burschen-Kirmes am 3. Wochenende im Oktober: Höhepunkte sind der Kirmes-Gottesdienst in St. Alban und der Tanz der Kirmes-Paare auf dem Anger am Kirmes-Sonntag, das Rasieren der „Erstlinge“ auf dem Anger am Kirmes-Montag und das Hammelessen am Kirmes-Dienstag.

## Persönlichkeiten
- Ludwig Arnold (* 1937), Mathematiker und Hochschullehrer
- Klaus Wittig (* 1938), Brigadegeneral der Bundeswehr